# 張震 (东吴)
張震（？—253年10月），徐州彭城（今江苏省徐州市）人。东吴大臣張昭之孙，張承之子，母亲是諸葛瑾之女，妹妹是孫和之妃，叔父張休。

## 生平
244年，其父張承去世，張震袭封父爵，即都乡侯。253年，諸葛恪被權臣孫峻计划誅殺時，一同誅殺的人物中有都乡侯張震。
已知同宗的張氏子孫在《晋書》有張闓，張闓是張震祖父張昭的曾孫，張闓的父亲、祖父没有记载。

## 同僚
朱恩，在吳主孙亮时任散骑常侍。孙峻置酒宴谋杀诸葛恪，朱恩和张约密书给诸葛恪示疑。诸葛恪去而复返，席间被杀。朱恩、张震都被夷三族。